# ユーロ記号
ユーロ記号（ユーロきごう、€）はユーロ通貨のために使われる通貨記号である。この通貨記号は1996年12月12日、欧州委員会により公開された。
後述の通り、ユーロ記号は『Ε（イプシロン）』『E（イー）』に由来する。

## 概要
ユーロの（ISO 標準 ISO 4217 による）国際3文字コードはEURである。特別なユーロ通貨記号 (€) もデザインされた。公開調査の後で当初の 10 の提案は 2 つまで絞られ、最終デザインの選択は欧州委員会に任された。結果として選ばれたデザインは 4 人の専門家チームが作成したと伝えられているが、公式には名乗っていない。欧州委員会によれば、グリフはヨーロッパ市民の重みを象徴したギリシア文字 ε（エプシロン）、ヨーロッパ (Europe) の E、およびユーロの安定性を意味する交差した平行線の組み合わせである。
ユーロ記号のデザインの歴史の公式なストーリーは、自分が欧州委員会より前にアイデアを持っていたと欧州経済共同体のかつてのチーフグラフィックデザイナーArthur Eisenmengerが主張していることにより、争いの種となっている。
ユーロは Unicode 文字集合では文字名 EURO SIGN で表され（1998年5月リリースの Unicode 2.1 で追加）、符号位置は U+20AC（十進数で8364）である。伝統的なラテン文字コードの更新版にも存在する。HTML では "&euro;" を使うこともできる。HTML 実体は HTML 4.0 でのみ導入されたので、ユーロ導入直後には、多くのブラウザは表示ができなかった。
欧州委員会はユーロ導入に関係する公共素材で使うユーロロゴの正確な形状と色（PMS (en) Yellowの前景色と、PMS Reflex Blue の背景色）を規定した。委員会はロゴを規定のグリフ形状とすることを意図していたが、フォントデザイナ達は彼らが自身の変化形デザインを意図していたことを明らかにした。
コンピュータを使ったユーロ記号の生成はオペレーティングシステムと国家的な慣習に依存する。いくつかの携帯電話会社は特殊な SMS 文字コード用の暫定的なソフトウェア更新を発行し、あまり使われていない日本円・人民元の記号をユーロ記号で置き換えた。その後の携帯電話は両方の通貨記号を含んでいる。

## 記号の使用
記号の置き場所は多様性の例として語られる。しかし、理由の一部は置き場所に関する公式の標準がなく、各国が各種の慣習を作り出したりかつての通貨における慣習を維持したことによっている。たとえばアイルランドとオランダは、かつての通貨記号（それぞれ £ と ƒ）が金額の前に置かれていたため、ユーロ記号も一般に同じ位置に置かれるが、フランスとドイツを含む他の多くの国では、€3.50 のような金額はそれぞれの国のかつての通貨の慣習に従って 3.50€ や 3€50 のように書かれることも多い。
セント記号の使用に関する“公式な”勧告はなされておらず、使用方法は参加国間や国内でも異なる。合計金額はしばしばユーロの十進表記（たとえば 5c ではなく €0.05 や €–.05）で表現される。最もよく使われる略号は "c" だが、他の略号として "ct"（ドイツの一部）, snt（フィンランド）、ギリシアでは大文字のラムダ（λεπτό, "lepto" の Λ）、アイルランドではまれにアメリカスタイルの "¢"、そして科学技術および ISO 適合の略号 c€ などがある。

## 符号位置
| 記号 | Unicode | JIS X 0213 | 文字参照                | 名称       |
| ---- | ------- | ---------- | ----------------------- | ---------- |
| €    | U+20AC  | 1-9-1      | &euro; &#x20AC; &#8364; | ユーロ記号 |